# Nguyễn Đức Luyện
Nguyễn Đức Luyện là một sĩ quan cấp cao trong Quân đội nhân dân Việt Nam, hàm Trung tướng, PGS.TS, Nhà giáo nhân dân, nguyên Giám đốc Học viện Kỹ thuật quân sự.

## Thân thế và sự nghiệp
Năm 1997, bổ nhiệm giữ chức Giám đốc Học viện Kỹ thuật quân sự.
Năm 2008, ông nghỉ hưu.
Thiếu tướng, Trung tướng.

## Sách, giáo trình, công trình khoa học
1. Cơ sở thống kê của radar/ PGS. TS. Nguyễn Đức Luyện, Nhà xuất bản Quân đội nhân dân, Hà Nội, 2003
2. Nghiên cứu phát triển và ứng dụng công nghệ mô phỏng trong kinh tế xã hội và an ninh quốc phòng/ Đề tài cấp Nhà nước KC-01.07, PGS Nguyễn Đức Luyện chủ nhiệm, Cơ quan chủ trì: Học viện Kỹ thuật Quân sự, 2003.
3. Nghiên cứu xây dựng sa bàn điện tử quân sự 3 chiều cấp sư đoàn/ Đề tài cấp Nhà nước do PGS Nguyễn Đức Luyện làm chủ nhiệm. Công trình này được Bộ trưởng Bộ Khoa học và Công nghệ tặng Bằng khen ngày 25/12/2006,